# 德蒙角
德蒙角（英語：Demon Point），是南極洲的海岬，位於南桑威奇群島，處於坎德爾默斯島東北端，在1971年由英國南極名稱諮詢委員會命名，由英國海外領土管轄。